# 552708 Ödmangovender
552708 Ödmangovender è un asteroide della fascia principale. Scoperto nel 2006, presenta un'orbita caratterizzata da un semiasse maggiore pari a 2,6116656 au e da un'eccentricità di 0,2182047, inclinata di 6,61076° rispetto all'eclittica.
L'asteroide è dedicato all'astrofisica svizzera Carolina Ödman-Govender.